# Kevin Shields
Kevin Shields (Nueva York, Estados Unidos, 21 de mayo de 1963) es un cantante, guitarrista y productor musical irlandés, conocido por ser el líder de la banda My Bloody Valentine, una de las principales agrupaciones del género shoegaze.

## Historia
Kevin Shields nació en Nueva York. No obstante, a la edad de 9 años, emigró junto a sus padres hacia Dublín. En la capital irlandesa fundó la formación My Bloody Valentine (una de las principales valedoras del movimiento shoegazing). Se caracterizó por un carácter difícil, introvertido y maniático.
Kevin Shields considera una gran banda a Rollerskater Skinny, a la que pertenece su hermano. Además, critica duramente la situación musical que vive Irlanda (país en el que se formó la banda My Bloody Valentine) donde afirma que "hay muchos grupos de Dublín que parecen copias de U2". Nunca ha querido clasificar su música asegurando que, cada vez que es cuestionado sobre el tema, no entiende de post-rock ni de noise pop y que tan solo utilizando, sobre todo sus guitarras Fender Jaguar o Jazzmaster, conseguía un sonido único añadiendo multitud de reverberaciones, trémolos, volúmenes alterados y altos, etc.

### Etapa My Bloody Valentine

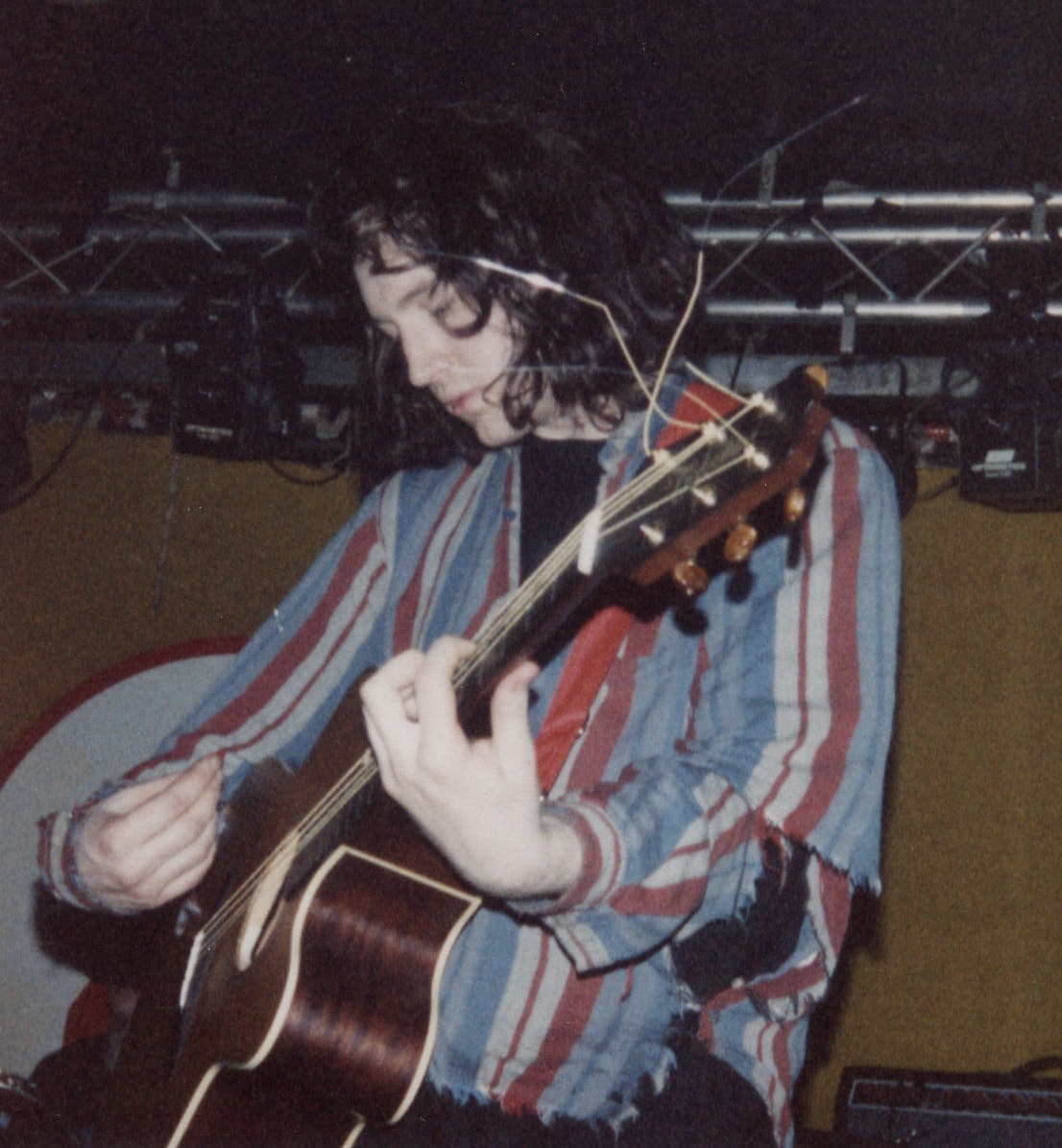
Kevin Shields en 1989.

Kevin Shields cita al escritor Terence McKenna como una de las principales influencias en su etapa en My Bloody Valentine. Su literatura psicodélica fue muy apreciada en su momento por el líder de la banda. Además de este autor, Kevin Shields considera el hip hop como otra de las grandes influencias durante los años 1987 y 1988.
En 1988 Kevin Shields se hizo con las riendas de la banda y creó el disco que él mismo calificó de "mi visión de la realidad": Isn't Anything. Compositor de todas las canciones, estas denotan un claro aire a noise pop: mucha distorsión, melancolía y sexualidad.
Por fin en 1991 Kevin Shields daba luz a Loveless. Calificado por la crítica como una obra maestra del indie noise de principios de los 90. De nuevo compositor de gran parte de los sencillos, Shields nunca pensó que este disco se convertiría en un referente de la música que solo My Bloody Valentine consiguieron hacer, deshaciéndose al fin de todas las comparaciones con otras bandas como Sonic Youth o The Jesus and Mary Chain.
Durante los años en los que perteneció al grupo, Kevin Shields y su banda tenían la curiosa idea de experimentar con una de sus canciones para ver la reacción de su público en función del país. En efecto, el sencillo "You Made Me Realize" servía de banco de pruebas: con un segmento que en directo podía llegar a durar 30 minutos, Kevin Shields observaba los rostros de su público mientras los focos apuntaban (y deslumbraban) a las personas, cegadas. No siempre apreciaban este hecho.
Pese a ser una etapa plagada de éxitos, las relaciones internas no fueron siempre amigables. Shields, en un rasgo que todavía hoy le caracteriza, exigía una obsesiva y casi maniática técnica de edición de los sencillos, EP y LP de la banda. Lo cual provocó varios problemas internos además de externos: Shields tuvo, tras la edición del disco Loveless, una tensa relación con el director de su productora Creation que rompió su contrato dejando a la banda sin sello. Creation cayó en bancarrota en gran parte debido a las costosas sesiones de grabación que exigía Kevin Shields, acompañado de multitud de ingenieros de sonido (llegando a tener 14 para la grabación de Loveless).

### Vida personal
Kevin Shields vive en la actualidad en Londres donde compagina su vida corriente con los últimos reductos de musicalidad.
Shields ha participado en algunas bandas sonoras de película. La más notable fue la banda sonora de Lost in Translation en la que aparecieron tanto canciones de su etapa en solitario como sencillos de My Bloody Valentine. También ha participado en la banda sonora de películas protagonizadas por un grupo de danza contemporánea de Canadá: La-La-La Human Steps.
Ha intervenido igualmente en la banda sonora de la película Marie Antoinette en 2006.
Asimismo ha hecho algunas compilaciones y remixes para la banda The Go! Team y se le relaciona también con la producción del próximo álbum de esta banda.
Se le considera retirado de la música a nivel plenamente profesional pese a que hace un tiempo se le relacionó con la banda Primal Scream, con la que colaboró con remixes y a la que acompañó en una gira el año 2000.
Desde su retirada, algunos críticos le comparan con Brian Wilson. Ambos fueron incapaces de superar su mejor éxito, Pet Sounds para Brian Wilson y Loveless para Kevin Shields.
En el año 2008, Kevin Shields (principal promotor de la idea) se puso a la cabeza del proyecto de reunir el resto de los My Bloody Valentine dar una gira mundial por festivales y locales. En febrero de 2013 ve la luz el nuevo disco de la banda, m b v.

## Vida personal
Shields mencionó en una ocasión que la grabación del álbum "Loveless" de 1991 con My Bloody Valentine le ocasiono problemas auditivos, pero Shields no ha confirmado con totalidad que lo padece.

## Discografía
En solitario
- 2008: The Coral Sea (con Patti Smith)

Con My Bloody Valentine
- 1988: Isn't Anything
- 1991: Loveless
- 2013: m b v